# Húrin I
En el universo imaginario de J. R. R. Tolkien y en los apéndices de la novela El Señor de los Anillos, Húrin I fue el quinto Senescal Regente del reino de Gondor. Nacido en el año 2124 de la Tercera Edad del Sol, es hijo de Belegorn I. Su nombre es sindarin y puede traducirse como «fiero de espíritu». 
Húrin I, hijo de Belegorn I, fue el cuarto senescal que rigió en la época dominada por la Paz Vigilante. Sucedió a su padre en el año 2204 T. E. y gobernó Gondor por cuarenta años. Murió en el año 2244 T. E. y lo sucedió su hijo Túrin I.
La historia y la geografía de Gondor se desarrollaron por etapas a medida que Tolkien ampliaba su legendarium mientras escribía El Señor de los Anillos. Los críticos han señalado el contraste entre los mayordomos de Gondor, cultos pero sin vida, y los líderes sencillos pero vigorosos del reino de Rohan, inspirados en los anglosajones preferidos de Tolkien. Los estudiosos han señalado paralelismos entre Gondor y los normandos, la antigua Roma, los vikingos, los godos, los langobardos y el Imperio bizantino.